# Ильченко, Семён Максимович
Ильченко Семён Максимович (укр. Ільченко Семен Максимович; 1915—1998) — Герой Советского Союза, командир взвода противотанковых ружей 1031-го стрелкового полка 280-й стрелковой дивизии 70-й армии Центрального фронта, старший лейтенант.

## Биография
Родился 30 сентября (13 октября) 1915 года в селе Старая Маячка в семье крестьянина. Украинец.
Окончив 7 классов, работал механиком в Великокопановской МТС Цюрупинского района.
В Красной армии в 1937—1940 годах и с июня 1941 года. Участник освободительного похода советских войск в Западную Белоруссию 1939 года и советско-финской войны 1939—1940 годов. Участник Великой Отечественной войны с июня 1941 года. С тяжёлыми оборонительными боями отступал на восток, впервые был ранен в декабре 1941 года. Член ВКП(б) с 1943 года.
Командир взвода противотанковых ружей 1031-го стрелкового полка (280-я стрелковая дивизия, 70-я армия, Центральный фронт), старший лейтенант Семён Ильченко в бою 13 июля 1943 года у села Рудово Кромского района Орловской области с бойцами-бронебойщиками вверенного ему взвода отразил несколько атак противника, нанеся ему значительные потери, и удержал занимаемый рубеж.
Мужественный командир был дважды ранен: в руку и в голову, но остался в строю. Перед участком обороны взвода старшего лейтенанта Ильченко С. М. гитлеровцы оставили около трёхсот убитых солдат и четверых офицеров.
Указом Президиума Верховного Совета СССР от 27 августа 1943 года за образцовое выполнение боевых заданий командования на фронте борьбы с немецко-фашистским захватчиками и проявленные при этом мужество и героизм старшему лейтенанту Ильченко Семёну Максимовичу присвоено звание Героя Советского Союза с вручением ордена Ленина и медали «Золотая Звезда» (№ 1071).
В 1945 году С. М. Ильченко окончил офицерские курсы «Выстрел». С 1946 года капитан Ильченко С. М. в запасе, а затем — в отставке. В 1957 году он окончил Чистопольский техникум механизации сельского хозяйства. Работал директором ряда совхозов, с 1961 года — в Министерстве сельского хозяйства Татарской АССР. Затем жил и работал в Киеве. Последние годы жизни проживал в Херсоне. Скончался 15 сентября 1998 года. Похоронен в Херсоне.
Награждён орденами Ленина, Александра Невского, двумя орденами Отечественной войны 1-й степени, медалями.